# Hot R&B/Hip-Hop Songs
Hot R&B/Hip-Hop Songs, tidigare the Black Singles Chart, är en lista som uppdateras varje vecka i USA. 
Listan startades år 1942, och används för att förteckna och jämföra framgången för olika populärmusiklåtar, och då i huvudsak musik av afrikansk-amerikanskt ursprung. Under tidigare år uppfördes främst jazz, traditionell rhythm and blues (R&B) och blues, rock'n'roll, doo wop, soulmusik och funk på listan, men i dag domineras den av modern R&B och hiphop.